# Das Gezeichnete Ich
Das Gezeichnete Ich ist das Pseudonym des deutschen Sängers, Komponisten und Multiinstrumentalisten Henry Funke aus Berlin.

## Herkunft des Pseudonyms
„Das Gezeichnete Ich“ stammt aus dem Gedicht Nur zwei Dinge des Dichters Gottfried Benn. Dessen letzte Worte lauten:

„...es gibt nur zwei Dinge: die Leere und das gezeichnete Ich.“

## Musikalische Entwicklung
Nach seiner Zeit als Frontsänger der Band Funke trat er 2009 solo als Das Gezeichnete Ich im Vorprogramm der Deutschlandshows der Pet Shop Boys auf. 2010 begleitete er Ich + Ich auf deren Tournee, außerdem trat der Musiker bei der Abschieds-Tournee von a-ha im Vorprogramm auf.
Der Song Halleluja wurde am 14. Mai 2010 von iTunes und VZ-Netzwerke für die darauffolgenden vier Wochen als Song des Monats gekürt. Am 25. Juni 2010 wurde das Album Das Gezeichnete Ich veröffentlicht. Mit dem Titel Du, es und ich vertrat er beim Bundesvision Song Contest 2010 am 1. Oktober das Bundesland Brandenburg und belegte den 5. Platz.
Die Titel des ersten Albums wurden zusammen mit den Musikproduzenten Alex Silva und Neco Tiglioglu produziert. Die Fotoarbeiten im Rahmen der Veröffentlichungen wurden von Andreas Mühe durchgeführt und wurden in der Galerie Camera Work in Berlin ausgestellt.
2012 nahm Das Gezeichnete Ich das Kinderlied Grün, Grün, Grün für das Projekt Giraffenaffen auf, bei dem Künstler wie Roger Cicero, Ulla Meinecke oder Lena zugunsten des Kinder- und Jugendwerks Die Arche mitwirkten. Der CD-Sampler mit insgesamt 17 Kinderliedern erschien im November 2012.

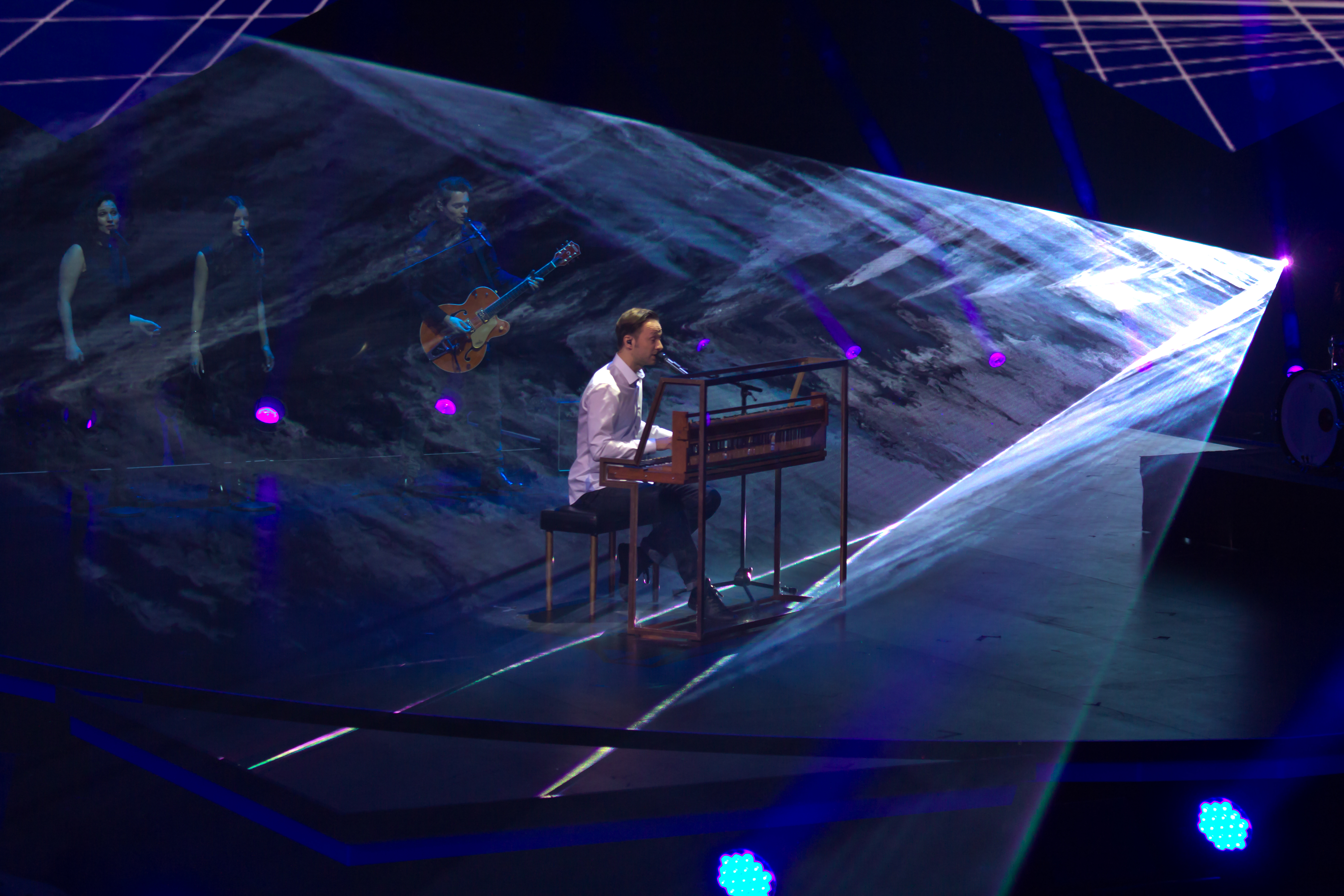
Auftritt von Das Gezeichnete Ich beim Vorentscheid zum Eurovision Song Contest 2014

Am 14. Februar 2014 erschien das neue Album Hinter allen Dingen. Im Video zum Song Weil du da bist spielt Veronika Ferres eine Rolle als in engem Leder bekleidete Auftragsmörderin.
Das Gezeichnete Ich nahm am 13. März 2014 am Vorentscheid zum Eurovision Song Contest teil, schied aber mit seinem Lied Weil Du Da bist in der ersten Runde aus.

## Diskografie

### Alben
- 2010: Das Gezeichnete Ich
- 2014: Hinter allen Dingen

### Sampler
- 2012: Giraffenaffen (= Lied 5: Grün, Grün, Grün)

### Singles
- 2010: Halleluja
- 2010: Du, es und ich
- 2011: High